# Люсі Девіс (акторка)
Люсі Клер Девіс (англ. Lucy Clare Davis, нар. 17 лютого 1973, Солігалл, Йоркшир, Велика Британія) — англійська акторка. Найбільш відома ролями Доун Тінзлі в комедії BBC «Офіс», Діани в пародії на фільми жахів «Зомбі на ім'я Шон» і Етти Кенді в фільмі Диво-жінка (2017). Широкому загалу стала відома за роллю Гільди Спеллман в серіалі Netflix «Моторошні пригоди Сабріни» (з 2018 понині).

## Кар'єра
Згідно з IMDb, першу роль Девіс отримала в 1993 році в епізоді серіалу «Детективи». Вона зіграла Марію Лукас в телесеріалі 1995 року випуску BBC «Гордість і упередження». Також з'явилася у фільмі «Сексуальне життя картопляних хлопців» (2004), зіграла у фільмі «Зомбі, на ім'я Шон» (2004) і грала Гейлі Джордан в радіопостановці BBC Radio 4 «Лучники» з 1995 по 2004 рік. Вона полишила останню роль, коли не змогла через неї займатися іншими проєктами, проте частина постановки була заново створена у вересні 2005 року.
Пізніше Люсі Девіс з'явилася в епізоді «Слони та курки» британського телешоу «Книгарня Блека» разом з Темзін Ґреґ і Олівією Колман.
Їй пропонували роль у фільмі «Хочу бути тобою», яку врешті виконала Тоні Коллетт. У 2006 році Девіс була ведучою Fashion TV в хіті каналу ABC «Поганенька», і в тому ж році втілила письменницю Люсі Кенрайт у фільмі NBC «Студія 60 на Сансет-Стріп». У 2008 році вона з'явилася в кількох епізодах американського серіалу «Жнець».
У 2010 році Девіс знялася в шести епізодах драматичної комедії ITV «Married Single Other», А також з'явилася як запрошена зірка в серіалі «Менталіст». Девіс також була зіркою в трилері «Хлопець, який вбиває людей». У 2012 році Девіс була запрошена зіркою-голосом в мультсеріалі «Гріфіни».

## Особисте життя
Дочка Гейзел Джексон і коміка Джаспера Карротта. 
Вона перенесла пересадку нирки після діагностики ниркової недостатності під час медичного обстеження, яке пройшла до початку роботи в фільмі «Гордість і упередження». Доноркою нирки стала її мати Гейзел. Операція з трансплантації була проведена у лікарні королеви Єлизавети 15 грудня 1997 року. Перед Різдвом 2005 року вона знову була госпіталізована через ниркову недостатність, але відтоді відновилася. Девіс також має цукровий діабет.
9 грудня 2006 року Девіс одружилася з уельським актором Оуеном Йоманом у соборі Святого Павла (Лондон). В цьому ж соборі вінчалися принц Чарльз і принцеса Діана. На весіллі були присутні зірки серіалу «Офіс» і журналісти. У лютому 2011 року пара розлучилася.

## Фільмографія

### Фільми
| Рік  | Назва                                  | Роль               | Примітки |
| ---- | -------------------------------------- | ------------------ | -------- |
| 1997 | Гравець                                | Дуня               |          |
| 2002 | Ніколас Ніклбі                         | Покоївка           |          |
| 2004 | Сексусльне життя картопляних чоловіків | Рут                |          |
| 2004 | Зомбі на ім'я Шон                      | Діана              |          |
| 2005 | Казкова казка                          | Деббі              |          |
| 2006 | Телевізор                              | Хлоя Маккаллістер  |          |
| 2006 | Гарфілд 2: Історія двох кішечок        | Еббі Вестмінстер   |          |
| 2008 | Відтінки Рей                           | Директор №2        |          |
| 2009 | Все про Стіва                          | Пацієнтка          |          |
| 2011 | Деякі хлопці, які вбивають людей       | Стефані            |          |
| 2014 | Листоноша Пет                          | Директор 1 (голос) |          |
| 2017 | Диво-жінка                             | Етта Кенді         |          |

### Телебачення
| Рік       | Назва                     | Роль                             | Примітки                           |
| --------- | ------------------------- | -------------------------------- | ---------------------------------- |
| 1993      | Детективи                 | Молода дівчина # 1               | Епізод: "Незнайомці в раю"         |
| 1994      | Синє небо                 | Секретарка                       | Епізод # 1.3                       |
| 1995      | Потерпілі                 | Сара Джексон                     | Епізод: "Фірмовий"                 |
| 1995      | Чисто англійське вбивство | Джуд Макі                        | Епізод: "Благодійність і побиття"  |
| 1995      | Гордість і упередження    | Марія Лукас                      | 5 епізодів                         |
| 1996      | Сцена (Велика Британія)   | Джулі                            | Епізод: "Елісон"                   |
| 1996      | Однією ногою в могилі     | Місіс Бланшар                    | Епізод: "Starbound"                |
| 1997      | Великий (телесеріал)      | Меггі Рігбі                      | Епізод # 1.5                       |
| 1999–2000 | Відьми з дзвіниці         | Олд Ноші                         | 13 епізодів                        |
| 2000      | Лікарі                    | Нікі Ендрюс                      | Епізод: "Помилка"                  |
| 2001      | Великий поганий світ      | Гаррі                            | Епізод: "Торі"                     |
| 2001      | Годинник Бернарда         | Мадлен                           | 6 епізодів                         |
| 2001–2003 | Офіс                      | Дон Тінзлі                       | Головна персонажка; 14 епізодів    |
| 2002      | Вбивство у свідомості     | Керрі                            | Епізод: «Пристрасть»               |
| 2002      | Місто Голбі               | Келлі Брідж                      | Епізод: «Мила любов запам'ятована» |
| 2002      | Делзіл и Пескоу           | Ангела Ріплі                     | 2 епізоди                          |
| 2003      | Після полудня             | Лора                             | Епізод: «Реальний Арні Гріфін»     |
| 2004      | Книгарня Блека            | Беккі                            | Епізод: «Слони і кури»             |
| 2006–2007 | Дурнушка                  | Модна критикиня                  | 2 епізоди                          |
| 2006–2007 | Студія 60 на Сансет-Стрип | Люсі Кенрайт                     | 16 епізодів                        |
| 2007      | Секс і Каліфорнія         | Нора                             | Епізод: "Бісова жінка"             |
| 2008–2009 | Фінеас і Ферб             | Збій (голос)                     | 2 епізоди                          |
| 2008      | Жнець                     | Сара                             | 3 епізоди                          |
| 2010      | Ще один одружений         | Ліллі                            | 6 епізодів                         |
| 2010      | Менталіст                 | Дафні Валікет                    | Епізод: "18-5-4"                   |
| 2012      | Гріфіни                   | Джоан Фінн (голос)               | Епізод: "Обережно - риба"          |
| 2013      | Смерть в раю              | Вікі Вудворд                     | Епізод # 2.8                       |
| 2013      | Сусіди                    | Гелен Реддінг Кемпер             | Епізод: "Сусіди"                   |
| 2015–2016 | Марон                     | Емілі                            | 6 епізодів                         |
| 2015      | NCIS: Полювання на вбивць | Докторка Дженіс Браун            | Епізод: "Блокування"               |
| 2016–2017 | Все на краще              | Мейсі                            | 8 епізодів                         |
| 2018–2020 | Моторошні пригоди Сабріни | Гільда Спеллман                  | Головна Роль                       |
| 2019      | Закусочна Боба            | Принцеса Паула Маккартні (голос) | Епізод: "Ліжко, Боб і поза"        |